# Église Sant'Angelo in Pescheria
L'église Sant'Angelo in Pescheria  est une église de Rome, datant du VIIIe siècle. Son nom in Pescheria vient du fait qu'elle est située à proximité du marché au poisson construit sur les ruines de l'ancien portique d'Octavie. L'église est le siège du titre cardinalice de Sant'Angelo in Pescheria.

## Histoire

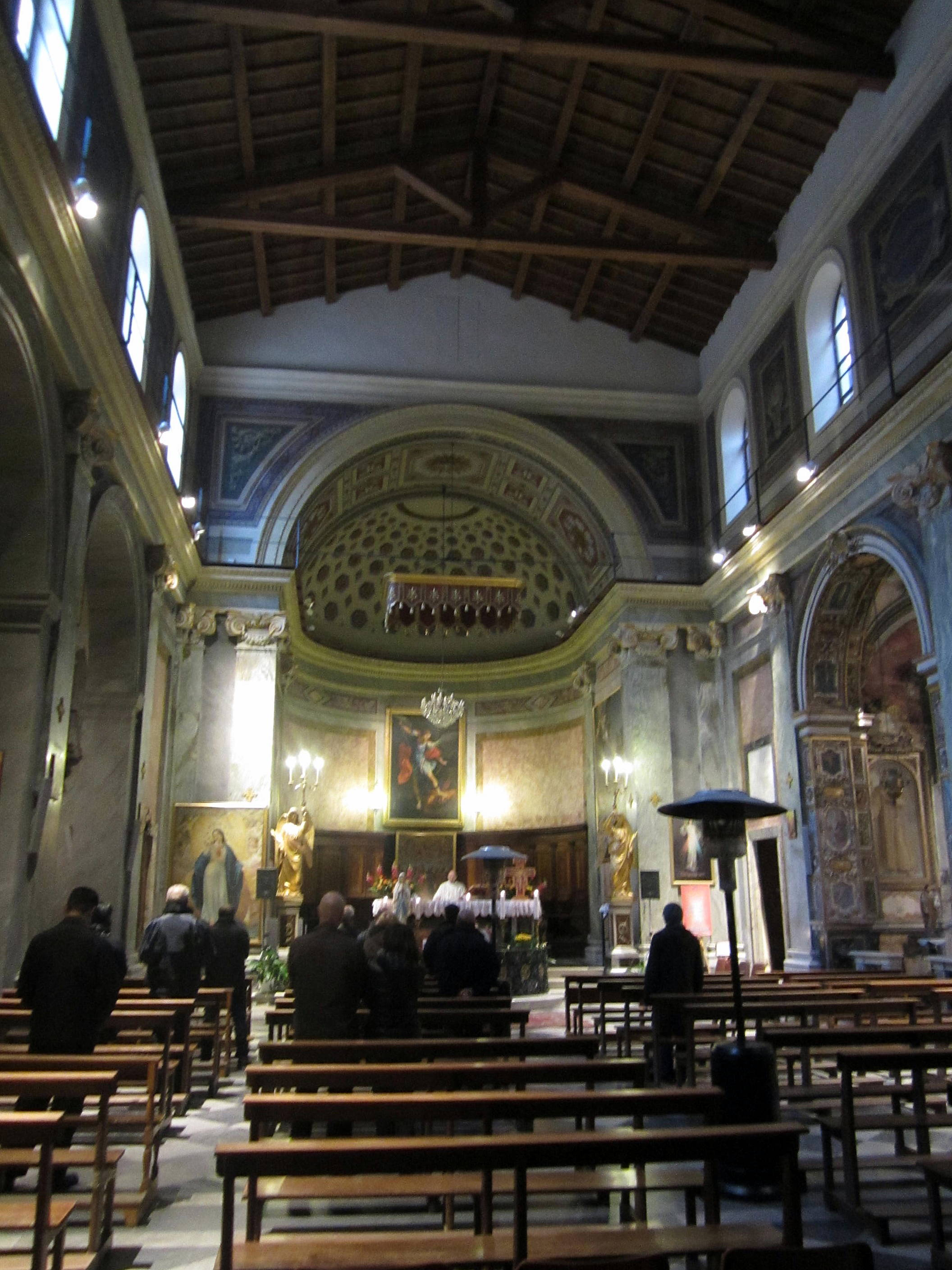
L'intérieur de l'église

Les reliques de Symphorose de Tivoli et de ses sept fils ont été transférés à l'église Sant'Angelo in Pescheria par le pape Étienne II en 752. Un sarcophage a été trouvé sur le site en 1610, portant l'inscription : Hic requiescunt corpora SS. Martyrum Simforosae, viri sui Zotici (Getulii) et Filiorum ejus a Stephano Papa translata. Cette inscription fait référence à saint Getulius et sainte Symphorosa (mari et femme), qui avaient sept fils, qui ont également été tués. Leurs restes ont été transférés à Saint-Ange par le pape Étienne II en 752.  
Dans la seconde chapelle à gauche se trouvent les fresques de la Vierge à l'Enfant et les anges attribués à Benozzo Gozzoli (vers 1450).
À partir de 1689 est construit à proximité l'oratoire Sant'Andrea dei Pescivendoli qui est rattaché à l'église jusqu'à ce que celui-ci soit déconsacré au XXe siècle.